# Перников, Сергей Николаевич
Пе́рников Серге́й Никола́евич (род. 26 августа 1958) — советский спортсмен, Мастер спорта СССР по рукопашному бою, обладатель черного пояса 5-го дана по карате, судья международной категории, президент Федерации Армейского рукопашного боя России.

## Биография
Родился 26 августа 1958 года. В 1981 году окончил Военную орденов Ленина, Октябрьской Революции и Суворова академию им. Ф. Э. Дзержинского, в 2004 году Московскую Академию Государственного и муниципального управления РАГС при Президенте Российской Федерации, в 2007 году — Всероссийскую Государственную налоговую Академию Министерства финансов РФ.
С 1976 по 1994 годы проходил службу в рядах вооруженных сил СССР и Российской Федерации. Служил в районах Крайнего Севера и Заполярья. Подполковник запаса.
В 1990 году основал и по 1996 год руководил ДЮСШ по единоборствам в г. Мирном, Архангельской области.
В 1997 году С.Н Перников переезжает в Москву, где основывает Региональную общественную организацию "Детско-подростковый клуб «Все единоборства». Работой организации руководит по 2001 год.
С января 2002 года по май 2012 год работал в Комитете по физической культуре, спорту, туризму и работе с молодежью Московской области, который возглавил 2005 года. Присвоен классный чин государственной гражданской службы Московской области «действительный государственный советник Московской области 3 класса».
С 2007 года — президент Федерации армейского рукопашного боя России.
Член Исполкома Всероссийской общественной организации «Боевое Братство».

## Вклад в Российский спорт
Инициатор создания Федерации армейского рукопашного боя России. С 1995 года и до 2007 года являлся первым вице-президентом Федерации. В 2007 году при поддержке тогдашнего президента Федерации Шпака Георгия Ивановича, единогласно был избран на должность Президента Федерации.
Перников С. Н. стоял у истоков создания детско-юношеского армейского рукопашного боя в России.
В период прохождения службы на офицерских должностях Вооруженных Сил Российской Федерации тренировал сборные команды соединения и Ракетных войск стратегического назначения.
Проходя службу в городе Мирный Перников С. Н. создал сильнейший клуб армейского рукопашного боя. Данный спортивный клуб, начиная с первого первенства России с 1994 год по 1997 год неоднократно становился победителем первенства России в командном зачете. Лично Перниковым С. Н. подготовлено более 40 мастеров спорта России.

## Семья
Женат, воспитывает сына и дочь.

## Награды
- Орден Красной звезды.
- Медаль ордена «За заслуги перед Отечеством» I степени[4]
- Орден «За заслуги» III степени (РОСТО (ДОСААФ)).
- Медаль «В память 850-летия Москвы».
- Медаль «70 лет Вооруженных сил СССР».
- Медаль «За воинскую доблесть» I степени.
- Медаль «За безупречную службу» II и III степени.
- Медаль «200 лет Министерству обороны».
- Медаль «За заслуги в проведении Всероссийской переписи населения».
- Почетный знак «За заслуги в развитии физической культуры и спорта».
- Знак Знак «Отличник физической культуры и спорта».
- Знак «За заслуги в развитии Олимпийского движения в России».
- Знак Губернатора Московской области «Благодарю» — дважды.
- Знак «За полезное».
- Знак «Во славу спорта».
- Знак «За труды и усердие».